# Hesperidin 6-O-alfa-L-ramnozil-beta-D-glukozidaza
Hesperidin 6-O-alfa--ramnozil-beta--glukozidaza (EC 3.2.1.168, Hesperidin 6-O-alpha--rhamnosyl-beta--glucosidase) je enzim sa sistematskim imenom hesperetin 7-(6-O-alfa-L-ramnopiranozil-beta-D-glukopiranozid) 6-O-alfa-ramnopiranozil-beta-glukohidrolaza. Ovaj enzim katalizuje sledeću hemijsku reakciju
hesperidin + H2O {\displaystyle \rightleftharpoons } hesperetin + rutinoza
Ovaj enzim je veoma specifičan za 7-O-vezane flavonoid beta-rutinozide.

## Literatura
- Nicholas C. Price; Lewis Stevens (1999). Fundamentals of Enzymology: The Cell and Molecular Biology of Catalytic Proteins (Third изд.). USA: Oxford University Press. ISBN 019850229X.
- Eric J. Toone (2006). Advances in Enzymology and Related Areas of Molecular Biology, Protein Evolution (Volume 75 изд.). Wiley-Interscience. ISBN 0471205036.
- Branden C; Tooze J. Introduction to Protein Structure. New York, NY: Garland Publishing. ISBN 0-8153-2305-0.
- Irwin H. Segel. Enzyme Kinetics: Behavior and Analysis of Rapid Equilibrium and Steady-State Enzyme Systems (Book 44 изд.). Wiley Classics Library. ISBN 0471303097.

## Spoljašnje veze
- Hesperidin+6-O-alpha-L-rhamnosyl-beta-D-glucosidase на 